# Liliana Cavani
Liliana Cavani (født 12. januar 1933 i Carpi, Modena) er en italiensk filminstruktør, debuterede i 1966. 
Hun fik stor opmærksomhed med den kontroversielle Il portiere di notte (Natportieren, 1974) med Dirk Bogarde og Charlotte Rampling. Cavani opfulgte med den dystre og brutale La pelle (1981) med Marcello Mastroianni og Claudia Cardinale, som er henlagt til det amerikansk-okkuperede Italien ved slutningen af 2. verdenskrig. Ripley's Game (Tom Ripleys spil, 2002) med John Malkovich var en filmatisering af Patricia Highsmiths roman. Cavani har i de senere år været aktiv som operainstruktør, bl.a. ved La Scala-operaen i Milano.